# غويدو ليوني
غويدو ليوني (بالإيطالية: Guido Leoni)‏ كان متسابق دراجات نارية إيطالي. نافس في سباقات بطولة العالم لفئة 500 سي سي ولفئة 125 سي سي. توفي إثر حادث تعرض له أثناء السباق.